# 山川重英
山川 重英（やまかわ しげふさ / しげひで）は、江戸時代幕末期の陸奥会津藩家老。山川浩、山川健次郎の祖父に当たる。通称は兵衛。

## 略歴
目付から普請奉行・町奉行・御蔵入奉行等を経て、文政3年（1820年）に奉行職（勘定奉行）に列し、困窮した藩財政を再建した。さらに天保3年（1832年）の若年寄を経て、天保10年（1839年）に家老へと進んだ。
第8代藩主・松平容敬の兵衛に対する信頼は絶大で、重英の1代で山川家は家老の家筋にまで躍進し、知行もそれまでの300石から1,000石となった。
美濃高須藩から容保が会津へ養子に来た際は、守役として養育にあたった。
安政6年（1859年）に退隠し、息子の尚江に家督を譲るが、翌年に病死したため嫡孫・大蔵（浩）を後見した。戊辰戦争では高齢ながらも隠居勤を命じられ、家族とともに篭城した。
明治2年（1869年）、容保の嫡子容大の出生により、その補導役を命じられるが、間もなく河沼郡水谷地村（福島県河沼郡湯川村）で死去した。享年86。

## 人物
発想が柔軟で教養豊かな人物で、鰻・鯰・蜆の養殖を奨励し、種痘による天然痘の予防法を推進したり、洋式銃の優秀性を説いて導入を説教的に主張する等、進取の気性に富んでいた。

## 逸話
若年の頃、囲碁を好んで寝食を忘れるほどだったといい、18歳で父・重行の番代となるが、囲碁に耽溺して職務を怠ることを恐れ、碁石を売却したほどだという。
当時ではまだ珍しかった種痘の有効性を認めて、容保の正室の敏姫に実施しようとしたが、保守的な侍医らに反対されて果たせず、その後、敏姫は痘瘡に罹患し、19歳で死去した。重英は一生このことを悔いていたという。

## 登場作品
- 八重の桜 - 2013年、NHK大河ドラマ、演：山本圭